# 淡江大學建築系
淡江大學建築學系成立于1964年，創系主任為建築師馬惕乾。碩士班成立1981年，博士班課程於2004年起開設於土木系博士班建築組，是台灣國內唯一隸屬於工學院的建築系所。
淡江大學建築學系以「建築設計」為核心課程，是台灣首個引入數位建築教育的建築院系。系所共有五十位建築設計教授，為台灣最多的建築系所， 也為台灣國內首創學校機器人建造領域的建築科系。
1999年，遠見雜誌將台灣國內各大學建築學群列入評鑑對象，在綜合成績建築學群學術聲望方面，淡江建築系總體表現為國內第二名。

## 系所歷史

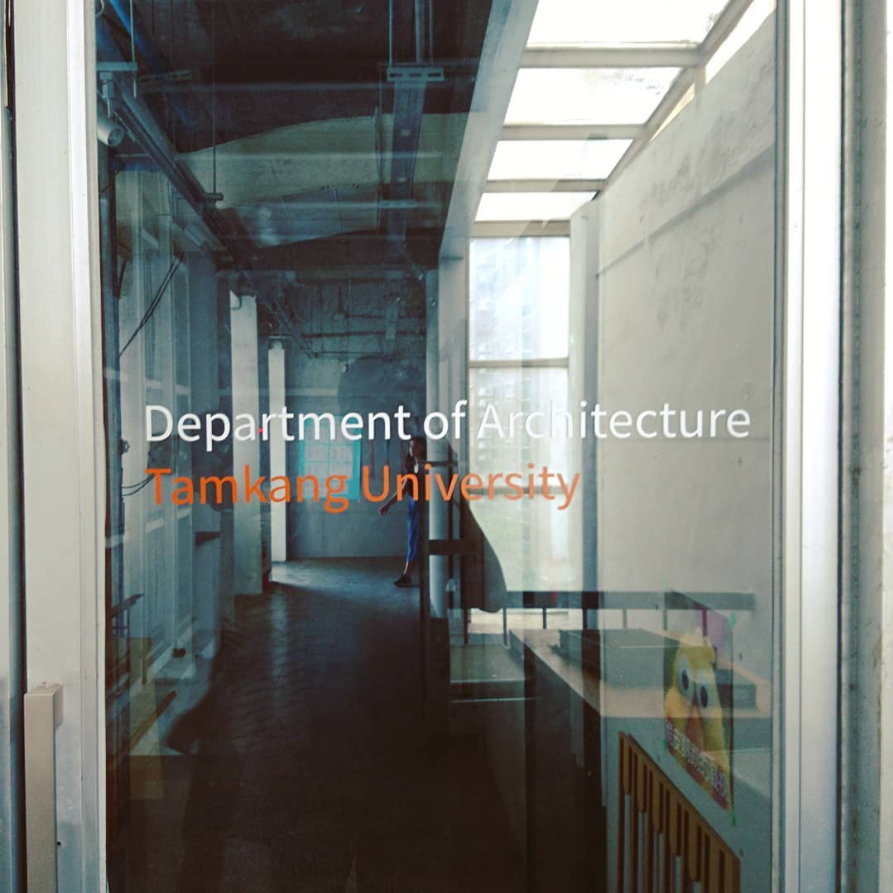
淡江大學建築學系工作室走廊

淡江大學建築學系成立于1964年，由臺灣大學鹿鳴堂建築設計師馬惕乾創立。碩士班成立1981年，博士班課程於2004年起開設於土木系博士班建築組。
淡江大學校長張建邦博士特別關心建築教育，也指出了建築的視野，1969 年成立「建築研究室」，邀集吳讓治教授等共同寫作，出版了「我國建築教育研究」（197007）一書。
1970年代初，當時扮演台灣藝術界的推手的藝評家顧獻樑受出任淡江建築系主任，正好接上一股鄉土文學運動，他將當時關注當下的廣泛藝術的意念帶進建築系，他關心建築界的文化復興課題。他所做的事情約略是當時台灣藝術發展的重要課題。當時，數學系李雙澤等人受到他的影響，他在淡江校園捲起了「唱我們的歌」運動。顧獻樑也邀請了楊英風開設雕塑課，水彩課則有藍蔭鼎與席德進老師。席德進老師對於台灣傳統建築的風貌的深刻記錄吸引了許多人遠到而來旁聽，李乾朗老師當時也從文化大學前來，受到影響，也種下了他對於臺灣傳統建築的視野，幾年後李乾朗老師回到淡江創風氣之先，開設「台灣建築史」，迄今仍是淡江建築系同學印象深刻的課程之一。
1973年，系主任林建業提出了「淡江建築學系五年制課程標準之安台與擬定」。他認為「建築學基本是一種技術性的科學，經洗鍊及各種修養的滋潤而達到藝術境界的獨立體系」。在具體的課程上，強調結構工學的關鍵角色，將基本設計更名為造型藝術，加強認識現代建築，增設設計方法與生態學，並連結淡江電子計算機的資源，增加設備與師資。
1980年代，建築師陳信樟擔任主任期間，成立建築研究所，持續參與了台北市主要的都市空間設計與規劃的研究，第十八屆畢業設計所完成的「圓山兒童活動中心」規劃設計在數年之後就依照同學的設計理念實踐出來。
2000年之後，歷經林盛豐、鄭晃二、陳珍誠、吳光庭與賴怡成等教授擔任主任，淡江建築面對台灣建築發展的關鍵年代，逐漸發展出不同以往的教育框架，呈現多元教學方向。

## 系館建築
建築系是淡江大學少數擁有系館的科系。建築系館位在學校西北角的邊緣，是舊工學館一翼的改建。舊工學館原本是一棟台灣早期校園中少見作為計算機主機的資訊大樓，在PC開始成為普及的時刻，被改造成為建築系的系館使用。在舊工學館改建的過渡時期，建築系館被遷到「鐵皮屋」的臨時工寮中，等待一個新的系館的誕生。1993年暑假，在系上老師及同學共同參與下，完成新系館的設計與施工圖繪製，並於1994年初完工，搬入使用。
2013年暑假，建築系舉辦數個「以數位為名」的工作坊，架構了一個新的學習場域。在空間的限制下，淡江建築系館不斷向外爭取空間的可能，逐漸形成的二棟建築之間的「玻璃屋」、「鐵皮屋」與「廊橋」將合體成為「數位工廠」實存場域，作為迎接下一個階段的淡江建築的空間註記。
2017年，在時任淡江大學校長張家宜博士、黃瑞茂教授、賴怡成教授、系主任米復國教授以及系上老師們的推動下，辦理了建築系館暨舊工學館第一期的結構補強、防火隔間、老舊電氣線路汰換等重要安全性工程，為此提供師生們更安全學習的環境。

## 森林木十人
2019年，行政院農業委員會林務局新竹林區管理處與淡江大學建築系師生合作，成立「森林木十人」團隊，歷經三年，每屆學生分別進駐東眼山15天，他們以林管處提供的柳杉疏伐木，在不傷害林木的前提下，陸續創作出六座曲木建築作品，也帶給東眼山森林遊樂區這片山林、不同的視野、土地和人發展新的連結。此計畫也是行政院農業委員會林務局首次與大學師生團隊合作，以大學一學期教程為實驗教育基礎，在國家級森林遊樂區以學生設計與實作、雙手實踐的自然建築。

## 知名系友與教師

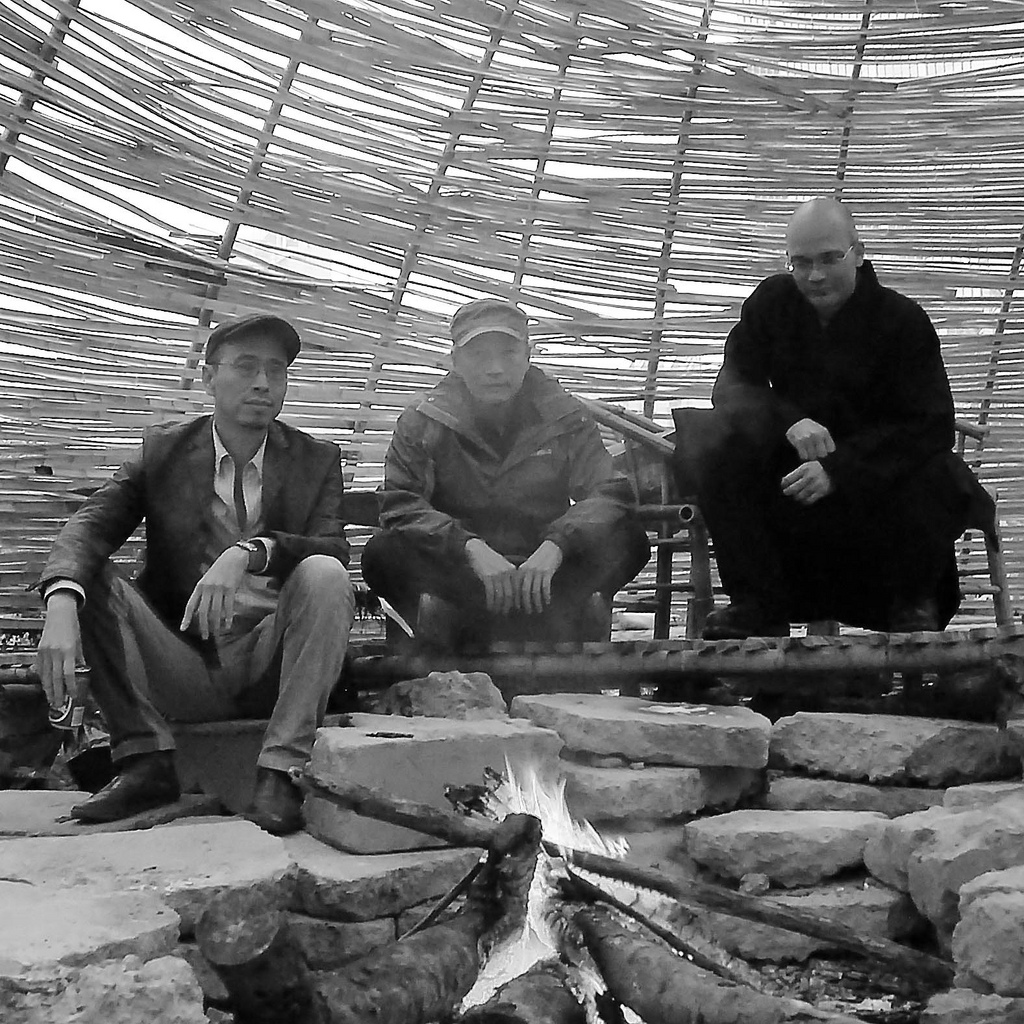
淡江建築系友謝英俊（中）和阮慶岳（左）與建築系時任客座教授馬可·卡薩格蘭（右）組成「WEAK!」建築團隊，參展2009年深港城市\建筑双城双年展。

### 系友
- 郭中端，1972年畢業，獲得第22屆國家文藝獎[10]。
- 謝英俊，1977年畢業，獲得第16屆國家文藝獎[11]。
- 林洲民，1980年畢業，曾任臺北市政府都市發展局局長[12]。
- 阮慶岳，1980年畢業，曾獲中華民國傑出建築師獎，並代表臺灣參展威尼斯建築雙年展[13]。
- 廖偉立，1983年畢業，曾獲中華民國傑出建築師規劃設計貢獻獎，數度獲臺灣建築獎[14]。
- 邱文傑，1985年畢業，曾數度獲臺灣建築獎[15]。
- 姚政仲，1986年畢業，台灣室內設計協會理事長，實踐大學空間設計系創系系主任[16]。
- 王俊雄，1986年畢業，中華民國都市設計學會理事長，實踐大學建築系系主任[17]。
- 張基義，1987年畢業，現任國立陽明交通大學建築研究所專任教授，借調台灣設計研究院院長[18]。
- 李清志，1987年畢業，商業週刊建築專欄作家，實踐大學建築系副教授[19]。
- 林家如，1998年畢業，大都會建築事務所臺北表演藝術中心項目總監[20]。
- 莊智超，2001年畢業，麻省理工媒體實驗室任職研究助理，IOH開放個人經驗平台創辦人[21]。

### 教師
- 王秋華，首位以建築師身分獲得國家文藝獎的女性[22]。
- 賴怡成，曾任淡江大學建築系系主任與國立陽明交通大學建築研究所兼任副教授[23]。
- 龔書章，現任國立陽明交通大學建築研究所專任教授[24]。
- 馬可·卡薩格蘭（芬蘭語：Marco Casagrande），芬蘭建築師，於2004至2008年間授聘為建築系客座教授[9]。

## 腳注
1. 1 2 3 4  . 淡江大學.   [2022-04-07]. （原始内容存档于2022-04-08）.
2. 1 2 3 4 5 6 7  . 淡江大學.   [2022-04-07].
3. ↑  . 淡江大學時報.   [2022-04-07].
4. ↑  . 聯合新聞網.   [2018-07-09]. （原始内容存档于2018-07-09）.
5. 1 2  宋立文. . 淡江大學出版中心.   [2022-04-07]. （原始内容存档于2022-04-17）.
6. ↑  . 全聯建築技術機構-瓦建國際設計有限公司.   [2022-04-07]. （原始内容存档于2021-06-19）.
7. ↑  . 華視新聞雜誌.   [2022-04-07]. （原始内容存档于2022-04-08）.
8. ↑  . 郭恩愷＋森林木十人 台灣建築雜誌2020年12月 Vol.303.   [2022-04-07]. （原始内容存档于2021-06-12）.
9. 1 2   （页面存档备份，存于） -  破繭而出！真有弱建築？ WEAK! 之2009年深圳香港城市建築雙城雙年展參展作品「繭 Bug Dome」, 2009/12/21
10. ↑  . 國家文化藝術基金會.   [2021-12-02]. （原始内容存档于2022-04-18）.
11. ↑  . 國家文化藝術基金會.   [2015-01-02]. （原始内容存档于2015-01-03）.
12. ↑  吳垠慧.建築獎常客 林洲民出任北市都發局長 （页面存档备份，存于）.中時電子報.2014-12-12
13. ↑  .   [2016-01-31]. （原始内容存档于2016-02-06）.
14. ↑  . Ambi.com.tw.   [2015-01-02]. （原始内容存档于2021-12-13）.
15. ↑  . 天下雜誌.   [2022-01-02].
16. ↑  . 深圳環球設計大獎.   [2022-01-02].
17. ↑  . 信義學堂.   [2022-01-02].
18. ↑  . 國立陽明交通大學.   [2022-01-02].
19. ↑  . Shopping Design.   [2022-01-02]. （原始内容存档于2021-05-17）.
20. ↑  . 中時新聞網.   [2022-01-02]. （原始内容存档于2022-04-08）.
21. ↑  Innovation Open House (IOH) : Democratizing Personal Experience海外經驗的線上影音圖書館[]
22. ↑  . 國家文化藝術基金會.   [2021-06-15]. （原始内容存档于2021-10-19）.
23. ↑  . 淡江大學.   [2022-04-07]. （原始内容存档于2022-05-22）.
24. ↑  . 國立陽明交通大學.   [2022-01-02].

## 外部連結
- 淡江建築系 （页面存档备份，存于） - 系網